# Portal Tomb von Errarooey Beg

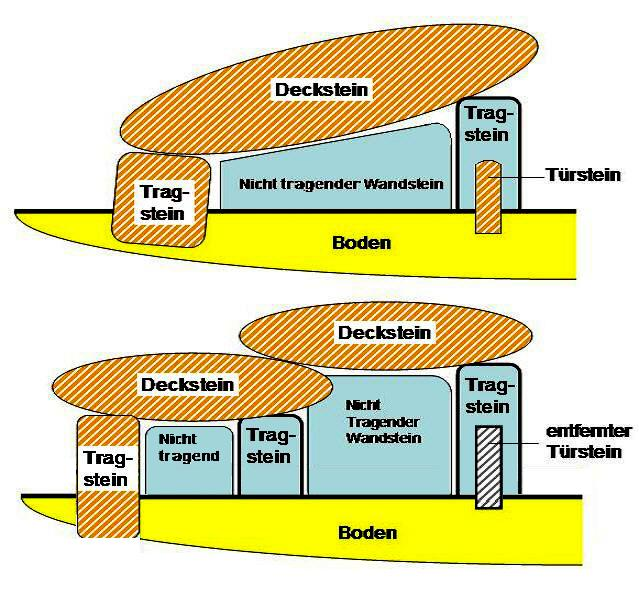
Schema irischer Portal-Tombs

Das West-Ost orientierte Portal Tomb von Errarooey Beg (Dg. 52 - irisch Oirear Dhomhaí Beag, wie viele andere auch als „Dermot and Grania’s Bed“ bezeichnet) liegt im Ortsteil Ballyboe (irisch Baile na Bó) zwischen Falcarragh und Dunfanaghy im Norden des County Donegal in Irland.
Als Portal Tombs werden auf den Britischen Inseln und in Irland Megalithanlagen bezeichnet, bei denen zwei gleich hohe, aufrecht stehende Steine mit einem Türstein dazwischen, die Vorderseite einer Kammer bilden, die mit einem zum Teil gewaltigen Deckstein bedeckt ist.
Das Portal Tomb besteht aus der geneigten Frontpartie mit den etwa 1,4 m hohen, 0,55 m voneinander entfernten Portalsteinen, dem Türstein und dem verstürzten nur 0,25 m starken Deckstein von 1,85 × 1,7 m, der sich gegen die Portalsteine lehnt, während die Seitensteine und der Endstein fehlen. Der Deckstein ist mit Schälchen (englisch cups) übersät.
In der Nähe liegen die Megalithanlagen Muntermellan und Ballymore Lower (An Baile Mór Íochtarach).